# Adriana Möbius
Adriana Möbius (* 1991 in Quito) ist eine deutsch-ecuadorianisch-französische Schauspielerin und Synchronsprecherin.

## Werdegang
Adriana Möbius ist die Tochter einer ecuadorianischen Tänzerin und eines Schauspielers. Schon früh folgte sie ihren Eltern in die Welt des Tanztheaters und nahm an mehreren Schulproduktionen und Inszenierungen ihrer Mutter u. a. am Goldbekhaus oder Kampnagel in Hamburg teil. Ihr erstes Engagement am Ernst-Deutsch-Theater in Hamburg folgte 2010 für die Bühneninszenierung von Eine Familie – August Osage County unter der Regie von Peter Hailer. Dort spielte sie an der Seite von u. a. Isabella Vértes-Schütter, Claudia Amm und Stefan Reck die Rolle der Jean Fordham.
2014 schloss sie ein Schauspielstudium an der Schule Cours Florent in Paris, Frankreich ab und gründete das Theater Ensemble La c.i.e. des Lueurs. Vor der Kamera sah man sie u. a. als Mademoiselle Paradis in dem gleichnamigen Film, als Julie Moreau in der RTL-Serie Gute Zeiten, schlechte Zeiten, beim NDR in Sesamstraße präsentiert: Eine Möhre für zwei, und als Mariana in dem preisgekrönten Kurzfilm Eckhardt, sowie in weiteren Kurzfilmen.
Seither folgten mehrere TV-Rollen, u. a. in der ARD-Produktion In aller Freundschaft – Die jungen Ärzte als Neda Mirza.
Aufgrund ihrer zweisprachigen Erziehung spricht sie fließend Spanisch und Deutsch sowie Französisch und Englisch aufgrund ihres Werdegangs und Zeit in Paris.

## Filmographie
- 2011: Linie 102 (Kurzfilm) – Regie: Damian Schipporeit
- 2012: Gute Zeiten, schlechte Zeiten
- 2013: Mademoiselle Paradis – Regie: Marie Laure Cazin
- 2016: Eckhardt (Kurzfilm) – Regie: Konstantin Rall[3]
- 2016: Sesamstraße präsentiert: Eine Möhre für zwei – In der Fremde
- 2017: Brandon (Kurzfilm) – Regie: Simon Adegbenro
- 2017: Sesamstraße präsentiert: Pizza mit Biss – Der unheimliche Gast
- 2017–2018: IKEA Kampagnen – Regie: Frieder Wittich
- 2018: Painted Dust (Kurzfilm) – Regie: Youssef Kholti
- 2018: Kindeskinder (Kurzfilm) – Regie: Franziska Doll
- 2019: Alfabeto Nocturno (Kurzfilm) – Regie: Javier-Lazo Bianco Deutsche Film- und Fernsehakademie Berlin
- 2019: Coop Spot Schweiz – Regie: Michael Fueter – Lulu &Louis
- 2019: Nachtschwestern – Entscheidungsnacht
- 2020: In aller Freundschaft – Die jungen Ärzte – Regie: Herwig Fischer – Beziehungen
- 2021: You can do it (Kurzfilm) – Regie: Jonas Baumann
- 2021: SOKO Wismar – Regie: Ann-Kristin Knubben
- 2021: Gefährliche Wahrheit (Fernsehfilm) – Regie: Jens Wischnewski
- 2023: Nudging (Kinospielfilm) – Regie: Julius Weigel[4]

## Theaterstücke
- 2018: Theatermuseum Düsseldorf (Das Fax, Bessere Zeiten)
- 2015: Tournée Frankreich (Chantecler)
- 2015: L'étoile du Nord Paris (Cube)
- 2015: Théâtre de Nesle Paris (L'ile des esclaves)
- 2013: Cours Florent (The Rocky Horror Show)
- 2010: Junges Schauspielhaus Hamburg (13 Türen)
- 2010: Ernst-Deutsch-Theater Hamburg (Eine Familie – August Osage County)[5]

## Sprechrollen
- 2019: Coop Weihnachtswerbung Durchsagen, Schweiz
- 2018: Gravedad – Diplomanimationsfilm an der Filmakademie Baden-Württemberg, Regie: Matisse Gonzales